# Ambros Madlener
Ambros Rupert Madlener (* 12. Januar 1869 in Memmingen; † 24. Oktober 1956 in Kempten (Allgäu)) war ein deutscher Architekt, der in Kempten lebte und arbeitete.

## Leben
Ambros Madlener war ein Sohn des Baumeisters Johann Madlener und dessen Ehefrau Anna Madlener geborene Lerner. Nach dem Besuch der Realschule studierte er Hochbau an der Technischen Hochschule München und begann danach in Mannheim seine berufliche Karriere als Architekt. 1894 kehrte er nach Kempten zurück, wo er im Baugeschäft seines Vaters tätig war. Am 27. Juni 1895 heiratete er in Mannheim seine von dort stammende Frau. Beide zogen etwa ein Jahr später nach Kempten. Sie hatten zwei gemeinsame Kinder, zum einen Charlotte Anna Katharina, die den Bauunternehmer Fridolin Betz heiratete, sowie den bekannten Chirurgen Max Madlener.
Vom 15. Juni 1919 bis 31. Dezember 1924 war Madlener Stadtrat in Kempten. 1955 konnten er und seine Frau die Diamantene Hochzeit feiern. Im Januar des folgenden Jahres starb seine Ehefrau.
Im Alter von 88 Jahren starb Ambros Madler am 24. Oktober 1956 in den frühen Morgenstunden in seiner Wohnung. Er wurde auf dem Katholischen Friedhof in Kempten bestattet.

## Bauten und Entwürfe
- 1901: Umbau der Direktorenvilla der Papierfabrik in Hegge
- 1902: Villa Denzler für die Zwirnerei Denzler AG in Kempten-Sankt Mang
- 1903: Villa an der Mozartstraße in Kempten (später Haus der Freimaurerloge „Zum Hohen Licht“)
- 1906: Umbau der Brauereigaststätte Zum Stift in Kempten
- 1911: Pfarrhaus in Sulzberg (Oberallgäu)
- 1924: Villa Schnetzer in Kempten
- 1928: Umbau eines Gasthofs in Marktoberdorf
- 1930: Jägerdenkmal in Kempten
- Entwurf zur Fassadenumgestaltung des späteren Künstlerhauses in Kempten[3]

Madlener führte auch Bauten in Regensburg, Sonthofen und Immenstadt im Allgäu aus.